# Gian Vittorio Baldi
Gian Vittorio Baldi (30. října 1930, Bologna, Itálie – 23. března 2015) byl italský filmový režisér, scenárista a producent. Byl spoluzakladatelem Mezinárodního svazu dokumentárního filmu.

## Dílo
- 1958 - Nářek svobodných dívek, dokument
- 1958 - Via dei Cessai Spiriti, dokument
- 1958 - Předvečer uprostřed léta, dokument
- 1960 - Bar u Gigiho, dokument
- 1960 - Dům vdov, dokument
- 1960 - Luciano, scénář
- 1960 - Portrét Piny, dokument
- 1961 - Italky a láska
- 1967 - Kronika Anny Magdaleny Bachové, produkce
- 1968 - Pal!, scénář
- 1971 - Noc květů
- 1974 - Poslední den školy před vánočními prázdninami
- 1976 - Tvrdá léta
- 2003 - Magomax

## Ocenění
- 1959 - za film Nářek svobodných dívek Zlatý lev na Mezinárodním filmovém festivalu v Benátkách
- 1960 - za film Dům vdov Zlatý lev na Mezinárodním filmovém festivalu v Benátkách
- 1961 - za film Dům vdov Zlatý Mikeldi na Mezinárodním festivalu dokumentárních a krátkých filmů v Bilbau a Stříbrná stuha od Italského národního syndikátu filmových novinářů